# Saint-Ouen-de-Thouberville
Pour les articles homonymes, voir Saint-Ouen.
Saint-Ouen-de-Thouberville est une commune française située dans le département de l'Eure, en région Normandie.

## Géographie

### Localisation
Saint-Ouen-de-Thouberville appartient aujourd'hui au canton de Bourg-Achard, avant la réforme de 2015, elle faisait partie du canton de Routot.
| La Trinité-de-Thouberville | La Trinité-de-Thouberville | Caumont La Bouille (Seine-Maritime) |
| Bosgouet                   | Saint-Ouen-de-Thouberville | Moulineaux (Seine-Maritime)         |
|                            | La Londe (Seine-Maritime)  |                                     |

### Hydrographie
La commune est située dans le bassin Seine-Normandie. Elle n'est drainée par aucun cours d'eau,. Néanmoins un plan d'eau est présent sur le territoire communal : la mare de Caillemare (0,22 ha),.

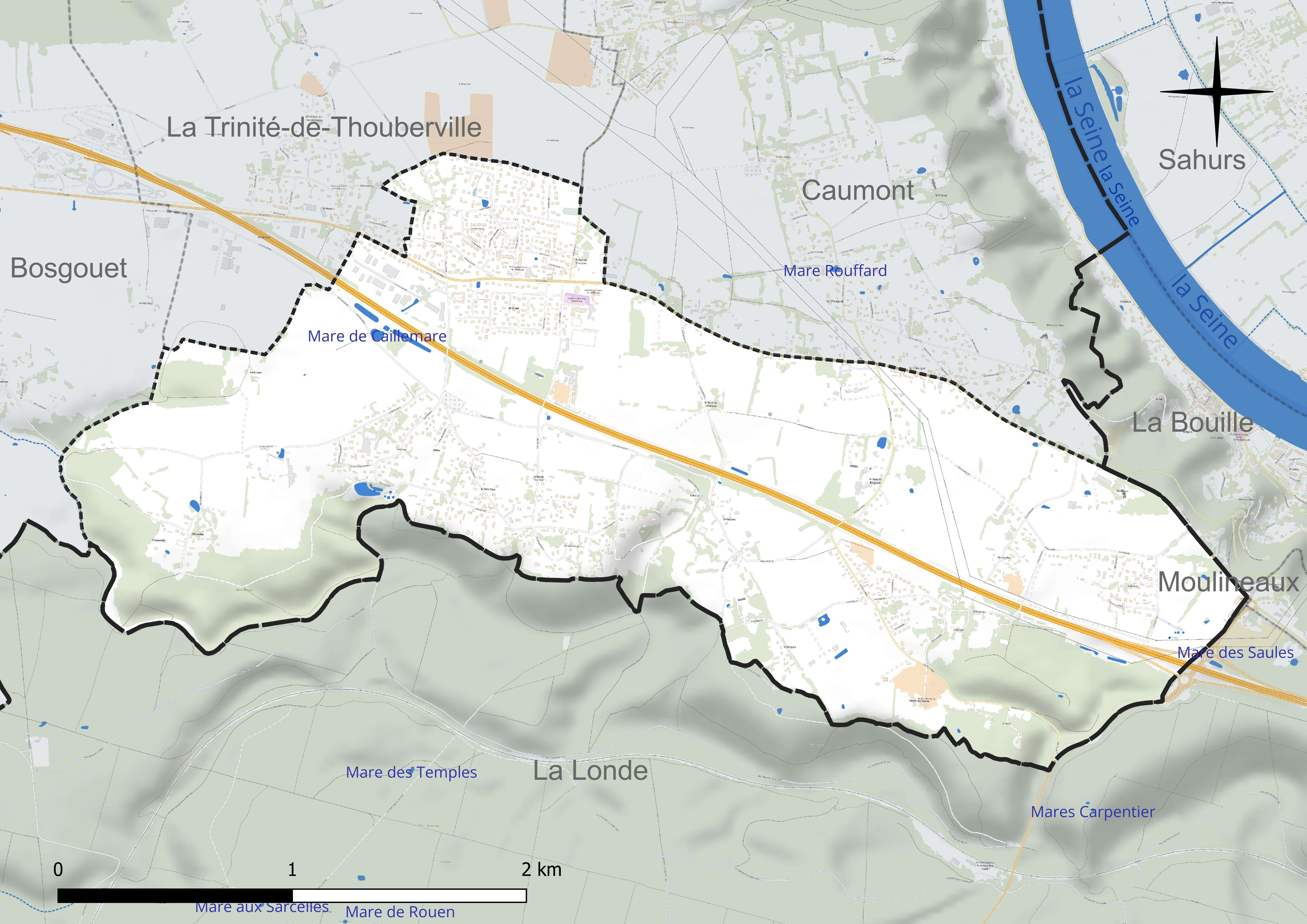
Réseau hydrographique de Saint-Ouen-de-Thouberville.

### Climat
Pour des articles plus généraux, voir Climat de la Normandie et Climat de l'Eure.
En 2010, le climat de la commune est de type climat océanique altéré, selon une étude du CNRS s'appuyant sur une série de données couvrant la période 1971-2000. En 2020, Météo-France publie une typologie des climats de la France métropolitaine dans laquelle la commune est exposée à un climat océanique et est dans la région climatique  Côtes de la Manche orientale, caractérisée par un faible ensoleillement (1 550 h/an) ; forte humidité de l’air (plus de 20 h/jour avec humidité relative > 80 % en hiver), vents forts fréquents. Parallèlement le GIEC normand, un groupe régional d’experts sur le climat, différencie quant à lui, dans une étude de 2020, trois grands types de climats pour la région Normandie, nuancés à une échelle plus fine par les facteurs géographiques locaux. La commune est, selon ce zonage, exposée à un « climat contrasté des collines », correspondant au Pays d’Auge, Lieuvin et Roumois, moins directement soumis aux flux océaniques et connaissant toutefois des précipitations assez marquées en raison des reliefs collinaires qui favorisent leur formation.
Pour la période 1971-2000, la température annuelle moyenne est de 10,2 °C, avec  une amplitude thermique annuelle de 13,1 °C. Le cumul annuel moyen de précipitations est de 803 mm, avec 12,4 jours de précipitations en janvier et 8,5 jours en juillet. Pour la période 1991-2020, la température moyenne annuelle observée sur la station météorologique la plus proche, située sur la commune de Jumièges à 10 km à vol d'oiseau, est de 12,2 °C et le cumul annuel moyen de précipitations est de 843,5 mm,. Pour l'avenir, les paramètres climatiques de la commune estimés pour 2050 selon différents scénarios d’émission de gaz à effet de serre sont consultables sur un site dédié publié par Météo-France en novembre 2022.

### Milieux naturels et biodiversité
La commune fait partie du réseau Natura 2000 au titre des Boucles de la Seine aval.
- Le cèdre du Liban, le sapin et le hêtre pourpre situés sur la propriété de madame veuve Pagny,  Site classé (1928)[13].

## Urbanisme

### Typologie
Au 1er janvier 2024, Saint-Ouen-de-Thouberville est catégorisée bourg rural, selon la nouvelle grille communale de densité à 7 niveaux définie par l'Insee en 2022.
Elle appartient à l'unité urbaine de Saint-Ouen-de-Thouberville, une agglomération inter-départementale dont elle est ville-centre,. Par ailleurs la commune fait partie de l'aire d'attraction de Rouen, dont elle est une commune de la couronne,. Cette aire, qui regroupe 317 communes, est catégorisée dans les aires de 200 000 à moins de 700 000 habitants,.

### Occupation des sols
L'occupation des sols de la commune, telle qu'elle ressort de la base de données européenne d’occupation biophysique des sols Corine Land Cover (CLC), est marquée par l'importance des territoires agricoles (57,3 % en 2018), en diminution par rapport à 1990 (69,3 %). La répartition détaillée en 2018 est la suivante : 
prairies (35,7 %), zones urbanisées (25,8 %), terres arables (21,7 %), forêts (16,9 %). L'évolution de l’occupation des sols de la commune et de ses infrastructures peut être observée sur les différentes représentations cartographiques du territoire : la carte de Cassini (XVIIIe siècle), la carte d'état-major (1820-1866) et les cartes ou photos aériennes de l'IGN pour la période actuelle (1950 à aujourd'hui).

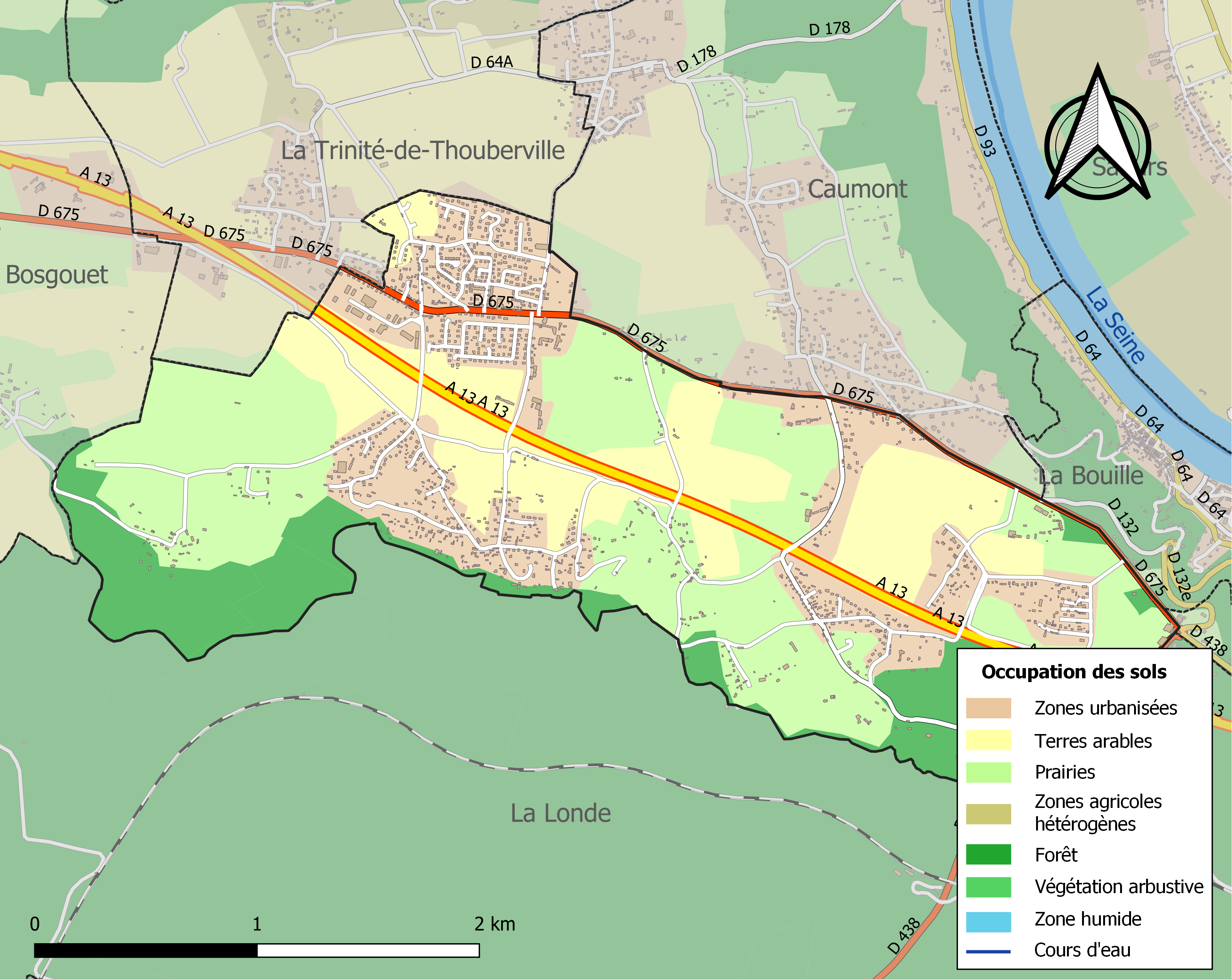
Carte des infrastructures et de l'occupation des sols de la commune en 2018 (CLC).

## Toponymie
Toponyme issu de la division du simple Thouberville originel par la création de deux paroisses distinctes Saint-Ouen et La Trinité-de-Thouberville.
Saint-Ouen est attesté sous les formes Sanctus Audoenus de Toubervilla sans date (p. de Raoul Roussel), Saint Ouen de Touberville en 1717 (Cl. d’Aubigné).

L'hagiotoponyme Saint-Ouen est issu de l'hagionyme d'un évêque de Rouen (609-686).
Thouberville est attesté sous les formes Torbervilla en 1201, Torbevilla en 1230 (cartulaire de Jumiéges).
Gentilés : Thoubervillais, Thoubervillaise

## Histoire
Le village tient son nom de saint Ouen (609-686), évêque de Rouen. La légende veut que traversant le bois qui occupait la place du village actuel, un arbre serait tombé sur le convoi transportant l'évêque. Celui-ci étant sorti indemne de l'incident y vit un signe divin et décida de consacrer le lieu.
Le prieuré de Bourg-Achard y avait des biens qui lui furent confirmés en 1178.
En 1871, des combats occasionnent des victimes parmi les gardes-mobiles de l'Ardèche.

## Politique et administration

### Liste des maires
| Période                                  | Période          | Identité         | Étiquette | Qualité            |
| ---------------------------------------- | ---------------- | ---------------- | --------- | ------------------ |
| 1854                                     | 1859 (démission) | M. Duputel       |           |                    |
| Les données manquantes sont à compléter. |                  |                  |           |                    |
| 1866                                     | ?                | M. Duputel       |           |                    |
| 1871                                     | 1884             | M. Power         |           |                    |
| Les données manquantes sont à compléter. |                  |                  |           |                    |
| mars 2001                                | mars 2014        | Jacques Loiseau  | PS        |                    |
| mars 2014                                | mai 2020         | Abed Karnoub     | PS        | Ingénieur retraité |
| mai 2020                                 | En cours         | Sandrine Menniti | SE        | Aide-soignante     |

## Population et société

### Démographie
L'évolution du nombre d'habitants est connue à travers les recensements de la population effectués dans la commune depuis 1793. Pour les communes de moins de 10 000 habitants, une enquête de recensement portant sur toute la population est réalisée tous les cinq ans, les populations de référence des années intermédiaires étant quant à elles estimées par interpolation ou extrapolation. Pour la commune, le premier recensement exhaustif entrant dans le cadre du nouveau dispositif a été réalisé en 2008.

En 2022, la commune comptait 2 426 habitants, en évolution de +2,15 % par rapport à 2016 (Eure : −0,25 %, France hors Mayotte : +2,11 %).
| 1793 | 1800 | 1806 | 1821 | 1831  | 1836  | 1841  | 1846  | 1851  |
| ---- | ---- | ---- | ---- | ----- | ----- | ----- | ----- | ----- |
| 767  | 611  | 742  | 825  | 1 023 | 1 032 | 1 032 | 1 055 | 1 084 |

| 1856  | 1861 | 1866 | 1872 | 1876 | 1881 | 1886 | 1891 | 1896 |
| ----- | ---- | ---- | ---- | ---- | ---- | ---- | ---- | ---- |
| 1 007 | 998  | 888  | 878  | 907  | 791  | 750  | 802  | 764  |

| 1901 | 1906 | 1911 | 1921 | 1926 | 1931 | 1936 | 1946 | 1954 |
| ---- | ---- | ---- | ---- | ---- | ---- | ---- | ---- | ---- |
| 732  | 752  | 731  | 576  | 626  | 651  | 650  | 796  | 825  |

| 1962  | 1968  | 1975  | 1982  | 1990  | 1999  | 2006  | 2008  | 2013  |
| ----- | ----- | ----- | ----- | ----- | ----- | ----- | ----- | ----- |
| 1 027 | 1 189 | 1 520 | 1 524 | 1 447 | 1 725 | 2 089 | 2 191 | 2 328 |

| 2018  | 2022  | - | - | - | - | - | - | - |
| ----- | ----- | - | - | - | - | - | - | - |
| 2 382 | 2 426 | - | - | - | - | - | - | - |

## Culture locale et patrimoine

### Lieux et monuments
Un monument historique est situé sur la commune : la croix de cimetière, édifiée au XVIe siècle, inscrite par arrêté du 28 avril 1965.
- Église Saint-Ouen[26].

La commune a donné son nom à un vestige gallo-romain dénommé « temple de Saint-Ouen-de-Thouberville ».

### Personnalités liées à la commune
- Hippolyte Madelaine (1871-1966), peintre.